# Sousel (freguesia)
Sousel is een plaats (freguesia) in de Portugese gemeente Sousel en telt 2145 inwoners (2001).